# Bo Outlaw
Charles «Bo» Outlaw (San Antonio, Texas, 13 de abril de 1971) es un exjugador profesional de baloncesto que jugó 15 temporadas en la NBA. Con 2,03 metros de estatura, jugaba en la posición de ala-pívot.

## Carrera
Luego de jugar por la Universidad de Houston, no fue escogido en el Draft de la NBA, por lo que fue enviado a la CBA. 
Después de ello fue contratado por Los Angeles Clippers en 1993, promediando 5.7 puntos y 5.1 rebotes por juego en su carrera en la NBA, jugando por los Clippers, los Magic, los Phoenix Suns y los Memphis Grizzlies.

## Estadísticas de su carrera en la NBA

### Temporada regular
| Año     | Equipo        | PJ  | PT  | MPP  | %TC  | %3P  | %TL  | RPP | APP | ROB | TPP | PPP |
| ------- | ------------- | --- | --- | ---- | ---- | ---- | ---- | --- | --- | --- | --- | --- |
| 1993-94 | L.A. Clippers | 37  | 14  | 23.5 | .587 | .000 | .592 | 5.7 | 1.0 | 1.0 | 1.0 | 6.9 |
| 1994-95 | L.A. Clippers | 81  | 31  | 20.4 | .523 | .000 | .441 | 3.9 | 1.0 | 1.1 | 1.9 | 5.2 |
| 1995-96 | L.A. Clippers | 80  | 3   | 12.3 | .575 | .000 | .444 | 2.5 | .6  | .6  | 1.1 | 3.6 |
| 1996-97 | L.A. Clippers | 82  | 25  | 26.8 | .609 | .000 | .504 | 5.5 | 1.9 | 1.1 | 1.7 | 7.6 |
| 1997-98 | Orlando       | 82  | 76  | 36.0 | .554 | .250 | .575 | 7.8 | 2.6 | 1.3 | 2.2 | 9.5 |
| 1998-99 | Orlando       | 31  | 22  | 27.5 | .545 | .000 | .432 | 5.4 | 1.8 | 1.3 | 1.4 | 6.5 |
| 1999-00 | Orlando       | 82  | 55  | 28.4 | .602 | .000 | .506 | 6.4 | 3.0 | 1.4 | 1.8 | 6.0 |
| 2000-01 | Orlando       | 80  | 69  | 31.7 | .614 | .500 | .573 | 7.7 | 2.8 | 1.3 | 1.7 | 7.3 |
| 2001-02 | Orlando       | 10  | 0   | 16.0 | .619 | –    | .444 | 2.9 | .5  | .9  | .9  | 3.4 |
| 2001-02 | Phoenix       | 73  | 36  | 24.2 | .550 | .500 | .417 | 4.6 | 1.7 | .8  | 1.1 | 4.7 |
| 2002-03 | Phoenix       | 80  | 20  | 22.5 | .550 | .000 | .621 | 4.6 | 1.4 | .6  | .9  | 4.7 |
| 2003-04 | Memphis       | 82  | 1   | 19.6 | .510 | .000 | .526 | 4.2 | 1.1 | .9  | .9  | 4.6 |
| 2004-05 | Phoenix       | 39  | 0   | 5.5  | .353 | –    | .556 | 1.4 | .3  | .2  | .3  | .7  |
| 2005-06 | Orlando       | 32  | 0   | 11.1 | .603 | –    | .625 | 2.4 | .4  | .3  | .4  | 2.3 |
| 2006-07 | Orlando       | 41  | 0   | 11.2 | .667 | –    | .591 | 2.6 | .4  | .4  | .1  | 2.0 |
| 2007-08 | Orlando       | 2   | 0   | 3.3  | .667 | –    | –    | .0  | .0  | .0  | .0  | 2.0 |
| total   | total         | 914 | 352 | 22.7 | .567 | .079 | .521 | 4.9 | 1.6 | .9  | 1.3 | 5.4 |

### Playoffs
| Año   | Equipo        | PJ | PT | MPP  | %TC  | %3P  | %TL  | RPP  | APP | ROB | TPP | PPP |
| ----- | ------------- | -- | -- | ---- | ---- | ---- | ---- | ---- | --- | --- | --- | --- |
| 1997  | L.A. Clippers | 3  | 0  | 22.0 | .545 | .000 | .300 | 4.7  | 1.3 | .3  | .7  | 5.0 |
| 1999  | Orlando       | 4  | 0  | 20.8 | .600 | –    | .462 | 3.8  | .5  | .3  | 2.0 | 4.5 |
| 2001  | Orlando       | 4  | 4  | 33.5 | .615 | –    | .182 | 10.5 | 2.3 | 1.3 | 1.5 | 8.5 |
| 2003  | Phoenix       | 6  | 0  | 11.7 | .100 | –    | .500 | 2.2  | .8  | .2  | .2  | .7  |
| 2004  | Memphis       | 4  | 0  | 15.3 | .000 | –    | .500 | 1.0  | 1.5 | .5  | .5  | .5  |
| 2005  | Phoenix       | 1  | 0  | 2.0  | .000 | –    | –    | .0   | 1.0 | 1.0 | .0  | .0  |
| Total | Total         | 22 | 4  | 18.9 | .446 | .000 | .357 | 4.0  | 1.2 | .5  | .9  | 3.3 |